# Asheboro
Asheboro  är en stad (city) och administrativ huvudort i Randolph County i North Carolina. Orten grundades officiellt år 1796 och fick sitt namn efter delstatens guvernör Samuel Ashe. Asheboro hade 25 012 invånare enligt 2010 års folkräkning.